# 구지초등학교
구지초등학교는 대한민국 경기도 구리시에 있는 공립 초등학교이다.

## 학교 연혁
- 1996년 9월 1일: 개교
- 1996년 10월 4일: 구지초등학교 개교 기념식
- 1997년 3월 30일: 병설 유치원 개원
- 2004년 4월 6일: 교실증축(10교실)
- 2006년 3월 1일: 유치원 2학급 편성
- 2008년 7월 18일: 학교숲 조성
- 2008년 9월 26일: 영어체험관 준공
- 2009년 4월 22일: 산림조합지원학교 숲 조성
- 2009년 6월 1일: 다목적구장 준공
- 2010년 5월 1일: 돌봄 교실 개설

## 학교 상징
- 교화(校花) - 매화
- 교목(校木) - 소나무

## 참고 자료
- 구지초등학교 - 한국교육학술정보원 학교알리미